# ولیکی پپوک
ولیکی پپوک (به لاتین: Veliki Popovac}} یک عوارض جغرافیایی در صربستان است که در Braničevo District واقع شده‌است.